# TOP OF THE FUCK'N WORLD
『TOP OF THE FUCK'N WORLD』（トップ オブ ザ ファッキン ワールド）は、日本のバンドThe Mirrazの通算4枚目のアルバムである。2010年9月8日発売。発売元はmini muff records。

## 概要
- オリコン初登場26位を記録。初のトップ30入りを果たした。
- 第3回CDショップ大賞入賞作品[1]。
- 「TOP OF THE FUCK'N WORLD」「ハッピーアイスクリーム」「ふぁっきゅー」「君の料理(レシピNo.2027)」はPVが制作されている。全て監督はボーカルの畠山。

## 収録曲
1. TOP OF THE FUCK'N WORLD[3:34]
リズムはM.I.A.が意識されている。タイトルは『Grand Theft Auto』の登場人物のセリフから。歌詞中にも「GTA」が出てくる。
2. サーチアンドデスとロイとグローリアとアレとソレとコレと[4:30]
3. Let's go DISCO、そしていつもキスを[2:51]
歌詞の中に「写メール」が出てくる。歌詞に意味を持たせないで作った曲。
4. ハッピーアイスクリーム[5:35]
ビートルズの「トゥモロー・ネバー・ノウズ」からリズムを引用している。
5. 医学的に言うと全部オッケー病という病名[4:21]
歌詞の中に「エイトフォー」「逆襲のシャア」が出てくる。
6. ふぁっきゅー[3:19]
歌詞の中に「NHK」「iPhone」「大仁田」が出てくる。またPVの中に他のPV（「ハッピーアイスクリーム」「神になれたら」）が一瞬登場する。
7. 君の料理(レシピNo.2027)[4:48]
歌詞の中に「ケンタッキー」「エジソン」「ヴァスコ・ダ・ガマ」「ハン・ソロ」が出てくる。
8. 完全犯罪の方法[3:02]
歌詞の中に「江戸川コナン」「刑事コロンボ」「名探偵さんま」が出てくる。
9. Make Some Noizeeeeeeeeeeee!!!![2:50]
歌詞の中に「NASA」「ソニー」「ビクター」「エイベックス」が出てくる。
10. ただいま、おかえり[5:19]
歌詞の中に「少年ジャンプ」「セブンイレブン」「ワンピース」「尾田先生」「ジャガーさん」「ドラゴンボール」が出てくる。
11. ハイウェイ☆スター(仮)[3:02]
12. いつまでたってもイスタンブール[5:11]
東京スカパラダイスオーケストラの「星降る夜に」を意識して作られている。
13. オーライオーライ[2:47]
歌詞の中に「ハドソン」「曹操」「チャーリー・ブラウン」が出てくる。
14. グッバイ・・・エイジ・ダテ[3:02]